# 로스트 시티 (2005년 영화)
《로스트 시티》(영어: The Lost City)는 미국에서 제작된 2005년 드라마 영화이다. 앤디 가르시아가 연출하고 이네스 사스트레 등과 함께 출연하였다.

## 출연진
- 앤디 가르시아
- 이네스 사스트레
- 토마스 밀리안
- 밀리 퍼킨스
- 리처드 브래드퍼드
- 네스터 카보넬
- 엔리케 머시아노
- 더스틴 호프먼
- 빌 머리
- 제이주 가르시아
- 후안 페르난데스 데알라르콘
- 엘리자베스 페냐
- 스티븐 바워

## 기타 제작진
- 공동 제작: 로렌조 오브라이언, 조 드라고
- 배역: 시그 더미겔, 어맨다 매키 존슨, 캐시 샌드리치 겔퍼드, 웬디 와이드먼, 미첼레 몰론
- 미술: 발데마르 칼리노프스키
- 의상: 데버라 린 스콧